# Fosmet
Fosmet (ISO-naam) is een organofosforverbinding, meer bepaald een thiofosfaat-ester, die gebruikt wordt als insecticide en acaricide. Het is niet-systemisch en werkt door contact of ingestie. Het wordt onder andere gebruikt bij de teelt van boomfruit (appels en noten), op wijnstokken en sierbomen. Merknamen zijn onder meer Imidan en Prolate.
Fosmet werd in de Verenigde Staten voor het eerst geregistreerd door de Stauffer Chemical Company in 1966. In België werd het eerste bestrijdingsmiddel op basis van fosmet in 1972 erkend.

## Regelgeving
De Europese Commissie heeft fosmet opgenomen in de lijst van bijlage 1 bij richtlijn 91/414/EEG als een actieve stof die in de lidstaten van de Europese Unie mag toegelaten worden, dit voor een periode van 1 oktober 2007 tot 30 september 2017. Er moet wel nog aanvullende studie gebeuren ter bevestiging van de risicobeoordeling van fosmet voor vogels (acuut risico) en plantenetende zoogdieren (risico op lange termijn).

## Toxicologie en veiligheid
De stof kan effecten hebben op het zenuwstelsel, met als gevolg stuiptrekkingen en verzwakte ademhaling. De effecten kunnen met vertraging optreden. Zoals vele organofosforverbindingen is fosmet een cholinesteraseremmer.
Fosmet is in Nederland opgenomen in de lijst van acuut toxische gewasbeschermingsmiddelen. De stof is zeer giftig voor waterorganismen, bij het gebruik moet vermeden worden dat het in het oppervlaktewater terechtkomt. Fosmet is ook zeer giftig voor bijen.